# Parque natural de las Cabeceras del Ter y del Freser
El Parque natural de las Cabeceras del Ter y del Freser (en catalán, y de forma oficial, Parc Natural de les Capçaleres del Ter i del Freser) es un espacio natural protegido español situado en la provincia de Gerona, Cataluña, en la comarca del Ripollés, junto a la frontera francoespañola. 
Incluye también parte del espacio natural protegido de Sierra Cavallera y otros territorios sin protección en el Plan de Espacios de Interés Natural de la Generalidad de Cataluña, como las estaciones de montaña de Nuria y de Ulldeter.

## Situación
Limita al norte con Francia, en donde se establece el parque natural regional de los Pirineos catalanes.

### Municipios
- Planolas
- Queralbs
- Ribas de Freser
- Pardinas
- Setcasas
- Vilallonga de Ter
- Molló